# Álida Victoria Grubba Rudge
Álida Victoria Grubba Rudge (Jaraguá do Sul, 10 juli 1903 - aldaar, 23 december 2016) was een Braziliaanse supereeuwelinge.

## Biografie
Grubba werd geboren in 1903 als tweede kind van Bernardo Grubba, geboren te Pruisen en Maria Elisabetta Moser, dochter van een Italiaans immigrant. Ze huwde met Manuel Rudge. In 1926 kregen ze een zoon, Adhemar. In 1953 overleed haar echtgenoot. Álida overleefde haar man 63 jaar. Ze overleed op 113-jarige leeftijd.